# Cheikh Sarr
 Der er for få eller ingen kildehenvisninger i denne artikel, hvilket er et problem. Du kan hjælpe ved at angive troværdige kilder til de påstande, som fremføres i artiklen.

Cheikh Tidiane Sarr (født 15. marts 1987) er en dansk professionel fodboldspiller. Han har siden 2014 spillet i Landskrona BoIS som forsvarsspiller.

## Spillerkarriere
Da Cheikh var 16 år skrev han kontrakt med franske FC Girondins de Bordeaux og skiftede derfor fra barndomsklubben Lyngby Boldklub. Efter 2 år i Frankrig valgte han at tage hjem til Danmark igen, men grundet problemer med spillercertifikatet kunne han først skrive en professionel kontrakt med Lyngby Boldklub efter et halvt år.